# Holly Wellin
Holly Wellin (Wigan, Inglaterra; 4 de julio de 1986) es una actriz pornográfica y modelo erótica británica. También se le conoce como Holly Wallen, Holly Wellen y Holly Weiden.
Luego de culminar la escuela a los 16 años, fue a estudiar para ser estilista, convirtiéndose en estilista cualificada a los 18. Entró a la industria porno en el 2004, habiendo previamente trabajado en revista de Inglaterra, haciendo desnudos. Desde entonces ha aparecido en más de 580 películas.

## Premios
- 2004 Premios XRCO nominada – Teen Cream Dream[3]
- 2007 Premios AVN nominada – Mejor Escena de Sexo Anal, Video[4]
- 2008 Premios F.A.M.E. finalista – Estrella Anal Favorita[5]
- 2009 Premios AVN Award – Estrella extraña del año[6]
- 2009 Premios AVN nominada – Escena Sexual más Sucia – Oh No! There's A Negro In My Daughter![6]
- 2009 Premios AVN nominada – Mejor Escena de Sexo Anal – Anal Full Nelson 5[6]
- 2009 Premios AVN nominada – Mejor Escena de Sexo Lésbica – The Violation of Flower Tucci[6]

## Filmografía parcial
- Hellcats 5 (2004)
- Slut Puppies (2005)
- Bring 'Um Young 20 (2005)
- Darkside (2005)
- Karma (2005)
- Bait 4 (2006)
- Krystal Therapy (2006)
- Gag Factor 27 (2008)